# VLAN

Topologia de Xarxa d'Àrea Local Virtual en un edifici de tres plantes.

Una VLAN (acrònim de virtual LAN, «xarxa d'àrea local virtual») és un mètode de crear xarxes lògicament independents dins d'una mateixa xarxa física. Diverses VLANs poden coexistir en un únic commutador físic o en una única xarxa física. Són útils per a reduir la grandària del domini de difusió i ajuden en l'administració de la xarxa separant segments lògics d'una xarxa d'àrea local (com departaments d'una empresa) que no haurien d'intercanviar dades usant la xarxa local (encara que podrien fer-lo a través d'un encaminador o un commutador de capa 3 i 4).
Una VLAN consisteix a una xarxa d'ordinadors que es comporten com si estigueren connectats al mateix commutador, encara que poden estar en realitat connectats físicament a diferents segments d'una xarxa d'àrea local. Els administradors de xarxa configuren les VLANs mitjançant programari en lloc de maquinari, el que les fa extremadament flexibles. Un dels majors avantatges de les VLANs sorgeix quan es trasllada físicament algun ordinador a altra ubicació: pot romandre en la mateixa VLAN sense necessitat de canviar la configuració IP de la màquina.
Shortest Path Bridging ofereix molta més escalabilitat de fins a 16 milions de xarxes en comparació amb el límit de 4096 VLANs

## Història
Després d'experiments exitosos amb veu sobre Ethernet de 1981 a 1984, el Dr. W. David Sincoskie es va unir a Bellcore i va començar a abordar el problema d'augmentar les xarxes Ethernet. A 10 Mbit/s, Ethernet era més ràpid que la majoria de les alternatives en aquell moment. No obstant això, Ethernet era una xarxa de difusió i no hi havia una bona manera de connectar diverses xarxes Ethernet junts. Això va limitar l'ample de banda total d'una xarxa Ethernet a 10 Mbit/s i la distància màxima entre els dos nodes a uns pocs centenars de metres.
Per contra, tot i que la velocitat màxima de la xarxa telefònica existent per a connexions individuals estava limitada a 56 kbit / s (menys d'una centèsima de la velocitat d'Ethernet), l'ample de banda total d'aquesta xarxa es va estimar en 1 Tbit / s, capaç de moure més d'un centenar milers de vegades més informació en un període determinat.
Tot i que era possible utilitzar l'enrutament IP per connectar diverses xarxes Ethernet junts, era car i relativament lent. Sincoskie va començar a buscar alternatives que requerien menys processament per paquet. Durant el procés va reinventar de forma independent l'Ethernet d'autoaprenentatge.
Tanmateix, l'ús de commutadors per connectar diverses xarxes Ethernet d'una manera tolerant a errors requereix rutes redundants a través d'aquesta xarxa, que al seu torn requereixen una configuració d'arbre d'extensió. Això assegura que només hi hagi una ruta activa des de qualsevol node d'origen a qualsevol destinació de la xarxa. Això fa que els interruptors ubicats centralment es converteixin en colls d'ampolla, cosa que limita l'escalabilitat a mesura que hi ha més xarxes interconnectades.
Per ajudar a pal·liar aquest problema, Sincoskie va inventar VLANs afegint una etiqueta a cada marc Ethernet. Aquestes etiquetes es podrien considerar colors, per exemple, vermell, verd o blau. A continuació, es podria assignar cada interruptor per manejar marcs d'un sol color i ignorar la resta. Les xarxes es poden interconnectar amb tres arbres que abasten, un per a cada color. En enviar una barreja de diferents colors de marc, es pot millorar l'ample de banda agregat. Sincoskie es va referir a això com un pont multitrajecte. Ell i Chase Cotton van crear i refinar els algorismes necessaris per fer possible el sistema. Aquest "color" és el que ara es coneix en el marc Ethernet com el encapçalament IEEE 802.1Q, o l'etiqueta VLAN. Tot i que les VLANs s'utilitzen habitualment a les xarxes Ethernet modernes, utilitzar-les amb la finalitat original seria bastant inusual.
El 2003, les VLANs Ethernet es van descriure en la primera edició de la norma IEEE 802.1Q.
El 2012, IEEE va aprovar IEEE 802.1aq (plegat de camí més curt) per estandarditzar l'equilibri de càrrega i el reenviament de camí més curt del trànsit (multidifusió i unidimitació) que permetés xarxes més grans amb rutes de ruta més curtes entre dispositius. El disseny i l'evolució del pont més curt 802.1. La perspectiva del arquitecte David Allan i Nigel Bragg va afirmar que el pont més curt és una de les millores més significatives de la història d'Ethernet.